# Al·lomorf
Un al·lomorf és una variant combinatòria d'un morfema en funció del seu context.
Les marques possibles de plural en català, -s, -os, -es i marca zero (pal-s, home-s, reflex-os, ros-es, els llapis són diversos morfs, per tant, al·lomorfs, del morfema de plural; -ar, -er, -re, -ir són al·lomorfs del morfema del mode d'infinitiu.